# Крістофер Лаксон
Крістофер Марк Лаксон (19 липня 1970 , Крайстчерч ) — новозеландський бізнесмен і політик, Прем'єр-міністр Нової Зеландії з 27 листопада 2023 року, який наразі є лідером Новозеландської національної партії з 2021 року.

## Раннє життя та освіта
Крістофер Марк Лаксон народився в Крайстчерчі 19 липня 1970 року в римо-католицькій родині ірландського, шотландського та англійського походження. Він жив у Крайстчерчі до семирічного віку, коли його сім'я переїхала до Говіка в Окленді. Його батько, Грем Лаксон, працював у компанії Johnson & Johnson менеджером з продажу, а мати, Кетлін Лаксон (уроджена Тернбулл), працювала психотерапевтом і консультантом. Після року навчання в коледжі Сент-Кентігерн і ще одного року в коледжі Говік, сім'я повернулася до Крайстчерча, і Лаксон провів три роки в Крайстчерчській чоловічій середній школі. Під час навчання він здобув приз за найкращі дебати серед старшокласників. Згодом він навчався в Кентерберійському університеті з 1989 до 1992 року, здобувши ступінь магістра комерції (бізнес-адміністрування). Під час навчання в школі та університеті Лаксон підробляв у Макдональдсі та працював портьє в готелі Park Royal.

## Кар'єра до політики
Лаксон працював на Unilever з 1993 по 2011 рік, базуючись у Веллінгтоні (1993—1995), Сіднеї (1995—2000), Лондоні (2000—2003), Чикаго (2003—2008) і Торонто (2008—2011). Він став президентом і головним виконавчим директором канадських операцій компанії.
У травні 2011 року він приєднався до Air New Zealand як генеральний менеджер групи, а 19 червня 2012 року був призначений головним виконавчим директором, змінивши Роба Файфа наприкінці того ж року. За час його восьмирічного керівництва прибутки Air New Zealand зросли до рекордних рівнів, а компанія кілька разів була названа найнадійнішим брендом Австралії. У 2014 році він увійшов до складу правління Асоціації туристичної індустрії Нової Зеландії та Virgin Australia. У 2018 році Лаксон та Air New Zealand зазнали жорсткої критики з боку профспілок авіаційних та морських інженерів Aviation and Marine Engineers Association та E tū через суперечку щодо оплати праці. Профспілки планували триденний страйк на Різдво того ж року, але сторони дійшли згоди і страйк було скасовано. 20 червня 2019 року Лаксон оголосив, що йде з Air New Zealand і натякнув на можливу кар'єру в Національній партії.
У лютому 2021 року з'ясувалося, що коли Лаксон був генеральним директором Air New Zealand, його підрядний підрозділ Gas Turbines надавав допомогу кораблям Королівського військово-морського флоту Саудівської Аравії, попри те, що вони блокували постачання необхідних товарів, таких як вода, продукти харчування та медична допомога з Ємену. Лаксон стверджував, що «не пам'ятає про це» і що «це могло статися вже після мене» — останнє твердження заперечив його наступник Грег Форан. Це викликало критику з боку прем'єр-міністра Джасінди Ардерн і представника Партії зелених з прав людини Голріза Гахрамана. Пізніше Лаксон визнав «помилкою» те, що в Air New Zealand не було процедури, згідно з якою її виконавчий директор отримував би інформацію про всі військові контракти.

## Політична кар'єра
Після того, як Джеймі-Лі Росс пішла у відставку з Національної партії через звинувачення у шахрайстві проти партії, у листопаді 2019 року Лаксон забезпечив[уточнити] кандидатуру Національної партії на виборчому окрузі Ботаніка, який завжди вигравала Національна партія і який вважався для неї безпечним місцем. Він переміг у праймеріз з депутатом за списком Національної партії Агнес Лохені, заступницею голови місцевої ради Говіка Катріною Бангард, борцем за ліки проти раку Троєм Елліоттом і технологічним бізнесменом Джейком Беззант, який пізніше був обраний кандидатом від Національної партії у Верхній Гавані.
Лаксон виграв місце на загальних виборах 2020 року в Новій Зеландії, перемігши кандидата від лейбористів Найсі Чен з відривом у 3 999 голосів, і зменшивши перевагу Національної партії на 9,17 %.
У своїй першій промові Лаксон похвалив Мартіна Лютера Кінга-молодшого і Кейт Шеппард в рамках захисту таких християн, як він сам, в суспільному житті, стверджуючи, що бути християнином стало ідентичністю, яку «стало прийнятним стереотипізувати як екстремальну».
Часто висловлювалися припущення, що Лаксон стане лідером Національної партії. Після усунення Джудіт Коллінз з посади лідера партії 25 листопада 2021 року, Лаксона було названо потенційною заміною. Він очолив партію 30 листопада, після того, як його основний опонент Саймон Бріджес зняв свою кандидатуру.
На початку серпня 2022 року Лаксон супроводжував прем'єр-міністра Ардерн, міністра мистецтв, культури та спадщини Кармель Сепулоні та міністра у справах тихоокеанських народів Вільяма Сіо під час державного візиту до Самоа, щоб відзначити 60-ту річницю незалежності Самоа та підтвердити двосторонні відносини між двома країнами.